# Ricardo Blanco-Cicerón

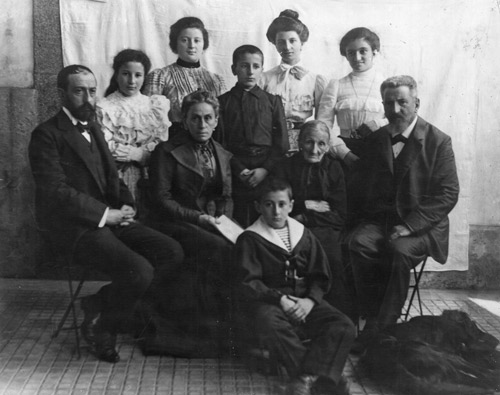
De izquierda a derecha, de pie: Mercedes, Concha, Tomás, María y Carmen Blanco-Cicerón García. Sentados: Domingo de la Riva, Herminia García de la Riva (esposa de Ricardo), Simeón Blanco-Cicerón García, Ana Núnez (madre de Ricardo) y Ricardo Blanco-Cicerón.

Ricardo Blanco-Cicerón (Tuy, 27 de octubre de 1844 – Santiago de Compostela, 1926) fue un arqueólogo español, que reunió una gran colección de objetos artísticos y antigüedades de lo más variado, además de un gran archivo y biblioteca especializados en el tema del carlismo (con cuya causa simpatizaba) y un notable archivo fotográfico (hoy en el Museo do Pobo Galego).

## Primeros años de vida
Su familia era una de las más importantes de Tuy, y mantenía una casa palaciega llamada la Casa Negra en la Rua dos Alfolíes (hoy Rua Tide), con los escudos familiares de los Cicerón y los Centeno. Ricardo usó el apellido Cicerón (uno de los de más raigambre entre sus apellidos paternos) añadido a su primer apellido, Blanco. El apellido de su madre era Núñez.

## Vida pública
Fue teniente de alcalde de su ciudad natal entre 1877 y 1879. Se trasladó a Santiago, donde ejerció como abogado, y se casó con Herminia García de la Riba.
Ingresó en la Sociedad Económica de Amigos del País (1884), y en la Real Academia Gallega. Su desmedida afición por el coleccionismo le puso en dificultades económicas, de las que le salvó el apoyo de Simeón García, hermano de su mujer.
Fue miembro de dos instituciones financieras importantes en la zona: el Banco Simeón (fundado por su cuñado) y la Caja de Ahorros y Monte de Piedad de Santiago (de cuya junta fue tesorero). Fue vicepresidente de la sección arqueológica de la Exposición Regional Gallega de 1909.